# 海凉粉
海凉粉是山东，辽宁大连特色美食之一，是一道开胃凉菜，当地特产，口感较为爽滑，含有多种微量元素。原料是石花菜。2012年12月，石花菜海凉粉加工技艺被列入崂山区非物质文化遗产项目，2015年7月成为青岛市非遗项目。

## 起源
海凉粉起源于中国崂山，由石花菜制作。相传秦始皇派人找寻长生不老药时曾到过崂山，接受了当地道人用石花菜熬制的凉粉，并深受秦始皇的喜爱。

## 制作方法
当地人将从海边捡拾回来的石花菜清洗干净并晒干，接着加水入锅熬制，熬制成胶状后滤出汤汁即成。

## 营养价值
石花菜含有多种微量元素，有多种功效，因此被当地人民称为“长寿菜”。

## 食用方法
青岛人在食用海凉粉时，一般会加入蒜泥、香菜、海米、黄瓜丝、醋、生抽等配料，作为小菜食用。